# Idmidronea fraudulenta
Idmidronea fraudulenta is een mosdiertjessoort uit de familie van de Tubuliporidae. De wetenschappelijke naam van de soort is voor het eerst geldig gepubliceerd in 1996 door Ostrovsky & Taylor.